# Рональд Венетіан
Рональд Руналдо Венетіан (англ. Ronald Runaldo Venetiaan; 18 червня 1936, Парамарибо) — суринамський математик, політик. Президент Суринаму (1991—1996), (2000—2005) та (2005—2010).

## Життєпис
Народився 18 червня 1936 року в місті Парамарибо (Суринам). У 1955 році закінчив школу в Парамарібо з відзнакою, отримав одну з 5 голландських стипендій для талановитих випускників. Потім він вивчав математику і фізику в університеті Лейдена (Нідерланди). Там отримав вчену ступінь кандидата наук у 1964 році.
Потім він повернувся в Суринам і спочатку працював викладачем математики, а з 1969 року став директором школи. Початок політичної кар'єри стався у 1970-і роки, коли він став активістом партії NPK (Nationale Partij Kombinatie). Під час великих забастовок у 1973 році проти уряду Жюля Седнея — Ягернат Лахмона він був директором AMS (Algemene Middelbare School) і одночасно керівником профсоюзу викладачів. Після успіху на виборах партії NPK (Nationale Partij Kombinatie) в 1973 році він став міністром освіти і народного розвитку в уряді прем'єра Хенка Аррона. 25 лютого 1980 року після військового путча він став міністром і став доцентом технічного факультету Університету Парамарибо.
25 листопада 1987 року після відновлення демократії Венеція знову очолив міністерство освіти.
7 вересня 1991 року став 6-м президентом Суринама, перебував на посаді до 1996 року.
У 2000 році знову взяв участь та переміг на виборах Президента, повторно балотувався у 2005 році і був на посаді президента до 2010 року.